# Hnativka, Sribne
Hnativka (în ucraineană Гнатівка) este un sat în așezarea urbană Dihteari din raionul Sribne, regiunea Cernihiv, Ucraina.

## Demografie
Componența lingvistică a localității Hnativka
     Ucraineană (98,8%)
     Alte limbi (0,9%)
Conform recensământului din 2001, majoritatea populației localității Hnativka era vorbitoare de ucraineană (98,8%), existând în minoritate și vorbitori de alte limbi.